# 李素芝
李素芝（1954年5月—） 中国山东省临沂市人，中国人民解放军少将，中国高原先天性心脏病和急性高原病治疗专家，有「少将医生」、「门巴将军」之称，曾任西藏军区副司令员兼西藏军区总医院院长、西藏自治区政协副主席、党组副书记。

## 生平
李素芝1970年12月参加中国人民解放军，任宁夏军分区独立师边防第一团卫生员。1971年10月加入中国共产党。1972年9月，进入上海中国人民解放军第二军医大学学习，1976年毕业。1976年7月留上海工作，任第二军医大学长海医院普外科军医。1976年10月自愿进藏，1976年12月任西藏军区边防第一团军医。1977年调入中国人民解放军西藏军区总医院。1978年任西藏军区总医院外二科、外三科军医。1988年任西藏军区总医院外一科副主任。1989年9月任西藏军区总医院外一科主任。1994年7月任西藏军区总医院胸腹外科主任。1994年11月任西藏军区总医院副院长。1995年12月晋升为主任医师。1996年3月任西藏军区总医院院长。1988年任第三军医大学外科学（胸心外）专业硕士生导师。1999年享受国务院政府特殊津贴。2000年6月被中央军委授予专业技术少将军衔。2001年12月晋升专业技术4级。2003年任第三军医大学外科学（胸心外）专业博士生导师。截至2012年立三等功4次，二等功1次，发表学术论文205篇，获得20项科技进步成果奖。

## 学术贡献
李素芝常年致力于高原医学研究和中国民族医疗，累计发表学术论文260余篇，获中华人民共和国国家科技进步一等奖、何梁何利基金科学与技术创新奖等成果30余项，开展了「高原浅低温心脏不停跳心内直视术」、「肾移植」、「背驮式全肝移植术」、「高原首例冠状动脉内支架置入术」等150多项新业务、新技术，填补了中国高原医学空白，著有《高原病学》、《高原疾病学》、《高原红细胞增多症》等专著。通过对10000多例各类急慢性高原病发病机理和临床治疗的研究研制开发出了「高原康胶囊」、「花虫胶囊」、「高红冲剂」、「九二接骨灵胶囊」等15种药品，其中「高原康胶囊」以成为中国人民解放军高原部队预防和治疗高山病的装备药品，他的急性高原病防治研究水平居世界领先。
2000年11月，经过近20年的研究、200多次的动物实验、上百次失败，李素芝在海拔3700米以上高原地区成功实施了体外循环心脏直视手术。使西藏急性高原病发病率从1980年代的50-60%下降至2010年代初的2-3%，治愈率达到100%。
1996年，西藏军区总医院只有1名研究生，临床一线医生具有本科学历的仅占61％，高素质专业人才难引进，也留不住。李素芝采取「送出去」培养、「请进来」育人的联合办学、在职锻炼模式，与重庆第三军医大学联合建立了心胸外科博士生培养点和骨科、呼吸内科、眼科等4个硕士研究生培养点。使得医院的学历水平大幅提高，已有硕士57名，博士18名，博士后4名，临床一线医生100%达到本科学历。磁共振、数字减影血管造影、PE-CT等大中型先进医疗设备配置齐全，医疗设备总值达1.5亿元人民币。 李素芝每年派遣专家和医疗骨干，担任西藏大学医学院、拉萨市卫生学校等医疗教育单位的教学、实习指导工作，以提升西藏农牧区医疗卫生事业的发展。